# Оркестр Радио CBC
Оркестр Радио CBC (англ. CBC Radio Orchestra; в 1938—80 Ванкуверский камерный оркестр CBC, в 1980—2000 Ванкуверский оркестр CBC; в 2009 году возрожден как Оркестр национального вещания) — канадский камерный, а затем симфонический оркестр, основанный в Ванкувере в 1938 году. Последний оркестр радиовещательной корпорации в Северной Америке.

## История
Ванкуверский камерный оркестр CBC основан в 1938 году дирижёром и функционером Canadian Broadcasting Corporation Айрой Дилуортом. Его первым постоянным дирижёром стал Джон Эйвисон. В первоначальный состав оркестра входили 25 музыкантов, в 1952 году он был расширен до 35. Концерты оркестра регулярно транслировались по Второму радиоканалу CBC и периодически по CBC-1 и на канадском телевидении в программе «Премьерный вечер». Участники оркестра проводили вместе только 70 дней в году.
В 2000 году оркестр принимает название «Оркестр Радио CBC», отражающее тот факт, что к этому моменту он оставался последним в Северной Америке оркестром радиовещательной корпорации. В марте 2008 года компания CBC объявила, что оркестр прекращает своё существование. Его последний концерт в качестве оркестра CBC прошёл 16 ноября того же года, но к тому моменту уже было принято решение, что он будет продолжать существовать, как отдельный от CBC музыкальный коллектив. Дирижёр и тромбонист Ален Трюдель, возглавлявший Оркестр Радио CBC в последние годы его существования, стал первым дирижёром Оркестра национального вещания (англ. National Broadcasting Orchestra). Новый коллектив определяет себя как «мультимедийный оркестр», основные трансляции его концертов перемещаются с радио в Интернет. Дебют ОНВ состоялся в январе 2009 года в Ванкувере.

## Дирижёры
- Джон Эйвисон (1938—80)
- Джон Элиот Гардинер (1980—83)
- Марио Бернарди (1983—2006)
- Ален Трюдель (с 2006)